# (8425) Zirankexuejijin
(8425) Zirankexuejijin (1997 CJ29) – planetoida z grupy pasa głównego asteroid okrążająca Słońce w ciągu 3,41 lat w średniej odległości 2,26 au. Odkryta 14 lutego 1997 roku.